# Ajuntament de Figueres
L'Ajuntament de Figueres és un edifici catalogat com a monument a la ciutat de Figueres (Alt Empordà) inclòs en l'Inventari del Patrimoni Arquitectònic de Catalunya.

## Descripció
La planta baixa o vestíbul està coberta per arestes. La façana principal presenta tres arcs de mig punt; el central està emmarcat per un doble ordre dòric i un entaulament que suporta el balcó central del primer pis, el qual li correspon el finestral central per un frontó suportat per mènsules. Aquests elements constitueixen l'única ornamentació i pretenen introduir una ordenació jeràrquica de la façana, composta només per les tres obertures del primer i segon pis i una llotja d'arcs de mig punt al tercer pis.

## Història
L'onze de gener del 1926 es declara ruïnós l'estat de la casa consistorial. Es trasllada el 1928 al número 22 del carrer General Mola; l'any 1933 la Caixa de Pensions per a la Vellesa i d'Estalvis fa un préstec de 350.000 pessetes, a l'interès del 5%, a pagar en 12 anys per construir el nou ajuntament i comprar les cases del carrer Besalú, núm. 4, 6 i 8 i el núm. 2 del carrer Sant Pere, per poder ampliar-lo. L'any 1939 es remodela la planta baixa, degut a les desfetes de la guerra. El 1940 es reconstrueix l'ajuntament, el 1946 l'arquitecte Bonaterra reforma el vestíbul, substituint l'entrada del carrer Besalú per finestrals. El 1948 s'annexiona a l'ajuntament l'antiga seu de la Caixa de Pensions per a la Vellesa i Estalvis, situada a la part nord de l'ajuntament.